# William Henry Quilliam

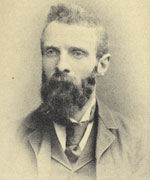
Abdullah Quilliam

William Henry Quilliam (* 10. April 1856 in Liverpool; † 23. April 1932 in London), der sich später in Abdullah Quilliam umbenannte (spätere Pseudonyme waren Henri Marcel Leon und Haroun Mustapha Leon), konvertierte im 19. Jahrhundert zum Islam und gründete die erste Moschee Englands sowie das erste islamische Zentrum.

## Leben
William Quilliam gehörte einer wohlhabenden Manx-Familie an. Sein Vater Robert Quilliam war Uhrenhersteller. William lernte am Liverpool Institute und am King William’s College auf der Isle of Man. Im Jahr 1878 begann er als Solicitor zu arbeiten und errichtete ein erfolgreiches Rechtsanwaltsbüro in Liverpool. 1879 heiratete er Hannah Johnstone.

### Konversion zum Islam
Quilliam wurde als Methodist erzogen, konvertierte aber 1887 zum Islam, nachdem er eine Reise nach Marokko angetreten hatte, um sich dort von einer Krankheit zu erholen. Schon früher hat er sich mit dem Islam beschäftigt, als er 1882 Südfrankreich sowie Algerien und Tunesien bereiste. Nach seiner Rückkehr nach Liverpool begann er als Abdullah Quilliam in Großbritannien für den Islam zu werben.
Quilliam gründete im Jahr 1889 das Liverpool Muslim Institute in 8 Brougham Terrace, West Derby Street und eröffnete es am 1. Weihnachtsfeiertag. Dies war die erste Moschee Englands, welche rund einhundert Gläubige unterbringen konnte. Darauf folgte ein muslimisches College, geführt von Haschem Wilde und Nasrullah Warren, die Kurse für Muslime wie für Nichtmuslime anboten.
Quilliam beeinflusste auch das Leben anderer Konvertiten, einschließlich seiner Mutter Harriet (konvertierte 1893) sowie seine Söhne, als auch Wissenschaftler und Intellektuelle; seinem Beispiel folgend konvertierten über 150 Engländer zum Islam. Quilliam war einflussreich bei der Verbreitung des Wissens über seine Religion im Vereinigten Königreich und erreichte Konvertiten durch seine Schriften und die von ihm gegründeten Wohltätigkeitseinrichtungen.
Als Autor und Essayist erstellte er von 1893 bis 1908 ein Wochenblatt, The Crescent („Der Halbmond“). Er veröffentlichte drei Ausgaben seines The Faith of Islam („Der Glauben des Islam“), welches in dreizehn Sprachen übersetzt wurde und Ruhm in der ganzen islamischen Welt erlangte.
Quilliams Arbeit in Liverpool endete, als er 1908 England verließ, bevor er ein Jahr später aus der Mitgliedsrolle als Solicitor gestrichen wurde. Sein Sohn veräußerte daraufhin rasch das Eigentum, welches als Moschee und Islamisches Zentrum genutzt wurde. Ohne den Einfluss und die Finanzierung Quilliams zerstreute sich die muslimische Gemeinde Liverpools.
Im Dezember 1914 kehrte er unter dem Namen H. M. Leon nach Großbritannien zurück. Er verbrachte viel Zeit in dem Dorf Onchan auf der Isle of Man. Er starb 1932 in London und wurde auf dem Brookwood Cemetery beigesetzt.

### Vermächtnis
Westliche Muslime, speziell Konvertiten, sehen in Quilliam einen Pionier. Sein Erbe bleibt in der Abdullah Quilliam Society erhalten, welche 1996 gegründet wurde. Die Organisation sammelt Gelder, um die historische Moschee in 8 Brougham Terrace wiederherzustellen bzw. wiederzueröffnen und ein Bildungszentrum zu eröffnen.
Im Jahr 2008 wurde die Quilliam Foundation gegründet, eine Denkfabrik, die sich islamistischen Ideologien entgegensetzt.

## Werke
- The Faith of Islam: An Explanatory Sketch of the Principal Fundamental Tenets of the Moslem Religion; ISBN 978-1-177-88230-9[5]